# Helladische periode
De Helladische periode omvat de bronstijd in de tijd van het oude Griekenland. De opkomst van de Myceense beschaving viel in deze periode.
De Myceense beschaving is een van de belangrijkste beschavingen geweest in de geschiedenis van Griekenland. De Myceners worden over het algemeen als de eerste Grieken beschouwd, omdat zij voor zover wij weten de eersten waren, die Grieks of althans een Grieks dialect spraken. De opkomst van de Myceense beschaving geldt daarom als het begin van de klassieke Griekse cultuur. Ze werden door Homerus de Achaeërs genoemd.

## Komst van de Achaeërs 2200-1600 v.Chr.
Er leefden rond 2000 v.Chr. verspreid over het huidige Griekenland verschillende Indo-Europese stammen. Deze waren rond 2200 v.Chr. het gebied ingetrokken. Zij namen hun taal in haar oudste fase met zich mee en ook hun cultuurelementen en karaktereigenschappen vonden hun uitdrukking in de latere Griekse cultuur. Zo vereerden zij hetzelfde pantheon als dat door de klassieke Grieken werd vereerd. Belangrijke goden waren onder andere Zeus, Hera, Poseidon, Hermes, Athene en Dionysus. Pas na ca. 1900 v.Chr. begonnen deze stammen, die samen de Achaeërs worden genoemd, een Grieks volk te vormen. Zij bereikten voor 1600 v.Chr. het schiereiland de Peloponnesos en onderwierpen de oorspronkelijke voor-Griekse bevolking. De Achaeërs namen echter wel veel van de oorspronkelijke bewoners over. 

## Myceense bloeiperiode 1600-1200 v.Chr.
Toen de Achaeërs zich rond 1600 v.Chr. op de Peloponnesos hadden gevestigd, begon de bloei van een nieuwe beschaving. Dit kon doordat ze zich blijvend op het schiereiland vestigden en niet verder reisden. Vanwege hun nomadische leefwijze kon voor 1600 dan ook nog geen beschaving ontstaan. De periode van bloei duurde zo’n vier tot vijf eeuwen. Deze bloeitijd wordt de Myceense beschaving genoemd, naar de belangrijkste stad: Mycene.
De tijdgenoten van de Myceners waren onder andere de Egyptenaren, de Hettieten, de Mitanni en de Minoërs. De Myceners hadden vooral met deze laatste beschaving veel contact, mede dankzij dit contact kon de Myceense beschaving floreren. De Myceners waren een krijgsvolk, ze woonden in burchten en vestingen op een akropolis. Het rijk bestond uit verschillende kantons met ieder een eigen hoofdplaats, de kantons samen vormden een militaire aristocratie. De inkomsten van de verschillende kantons waren gebaseerd op landbouw en veeteelt. De Myceners leefden daarnaast vooral van handel en plunderingen. Zo kwamen de Myceners al gauw in conflict met het rijk van Knossos op Kreta. Zij gingen daar  regelmatig heen om te plunderen en werden daardoor verantwoordelijk voor de ondergang van de Minoïsche beschaving, ongeveer in de 15e of 14e eeuw v.Chr.
Het Myceense rijk kende tussen 1400 en 1200 v.Chr. een periode van expansie. De Myceners vergrootten door intensief scheepvaartverkeer hun invloed in het oostelijke deel van de Middellandse Zee en tot in Italië. Ze hadden in dit hele gebied handelscontacten met andere volkeren, maar plunderden desondanks nog steeds. De belangrijkste handelspartners waren de Egyptenaren uit het Nieuwe Rijk en de volkeren die in Klein-Azië leefden.

## De ondergang 1200-1000 v.Chr.
De neergang van de Myceense beschaving begon na ruim 200 jaar overwicht in het oostelijk deel van het gebied om de Middellandse Zee. Drie belangrijke factoren lagen daaraan ten grondslag. Ten eerste ging het economisch slecht in het rijk, ten tweede was er een onderlinge rivaliteit tussen verschillende volkeren in het gebied, maar de derde en belangrijkste oorzaak was dat andere volkeren vanuit het noorden van Griekenland binnenvielen. De situatie in het gebied van de Myceense beschaving was in die tijd zeer onoverzichtelijk en wordt de brandcatastrofe genoemd.
Rond 1150 begonnen de invallen van onder anderen de Doriërs. Er werd veel tussen de Myceners en de vijandelijke volkeren gevochten. De Myceners verlieten de steden waardoor hun de politieke eenheid verdween, ze werden naar het zuiden en het oosten van de Peloponnesos verdreven en verslagen. De Ioniërs namen de kust en Klein-Azië in waar de Myceners ook macht hadden. De Myceense beschaving ging ten onder, de Doriërs verspreidden zich over de Peloponnesos en de Ioniërs over de Griekse eilanden. Rond 1000 v.Chr. is aan de Myceense beschaving een einde gekomen.